# آمبروجو بسی
آمبروجو بسی (ایتالیایی: Ambrogio Bessi; ۱ ژوئیهٔ ۱۹۱۵ – ۱۲ اوت ۱۹۹۷) بازیکن بسکتبال اهل ایتالیا بود. وی در بازی‌های المپیک تابستانی ۱۹۳۶ شرکت کرده‌است.